# Михайловский район (Воронежская область)
Михайловский район — административно-территориальная единица в Центрально-Чернозёмной Воронежской и Каменской областях РСФСР, существовавшая в 1928—1963 годах. Административный центр — село Митрофановка.
Район был образован 30 июля 1928 года с центром в селе Михайловка в составе Россошанского округа Центрально-Чернозёмной области. В него вошла территория бывшей Михайловской волости Богучарского уезда Воронежской губернии.
После упразднения Центрально-Чернозёмной области 13 июня 1934 года район вошёл в состав вновь образованной Воронежской области, а райцентр перенесен в село Митрофановка.
По данным 1934 года имел статус украинского национального района.
Национальный состав района по данным переписи населения 1939 года: украинцы — 86,8% или 29 702 чел., русские — 12,8% или 4390 чел.
С 1954 по 1957 год район входил в состав Каменской области.
1 февраля 1963 года Михайловский район был упразднен, его территория передана Россошанскому району.